# Thierry Bocquet
Thierry Bocquet, né le 23 décembre 1958 à Drancy, est un footballeur français reconverti entraîneur.
L’attaquant évolue cinq ans en Division 2 : trois saisons à l'AJ Auxerre (1976-1979), au FC Rouen deux saisons (1979-1981) et une saison à l'US Dunkerque (1982-1983). Il quitte ensuite le monde professionnel pour rejoindre l'AS Trouville-Deauville, où il y passe quatre saisons (1983-1987).
Il rebondit au FC Chalons/Saône, alors en National, où il devient à l'âge de 29 ans entraîneur-joueur. En 1992, il prend la direction de l’AS Poissy pour cinq saisons, toujours en alliant la fonction d'entraîneur avec celle de joueur. Il conserve ensuite ce rôle à Meaux pour deux saisons (1997-1999). Enfin à Versailles à partir de 1999, il conserve la double casquette d'entraîneur et de joueur pour les trois premières saisons, puis comme simple entraîneur par la suite puisqu'il prend sa retraite comme joueur à l'âge de 43 ans. Il reste jusqu'en 2004 à Versailles.
Il prend l'entraînement d'Issy-les-Moulineaux en 2004 pour deux saisons avant de prendre la tête de l'équipe réserve de Troyes en CFA2 pour cinq saisons. Enfin, il revient à Poissy en CFA en 2012, connaît une relégation à l'issue de sa première saison, avant de faire remonter le club en CFA en 2014-2015. Il rejoint alors l'Association sportive Beauvais Oise.

## Biographie

### Carrière de joueur professionnel (1976-1987)
Thierry Bocquet naît à Drancy (Seine-Saint-Denis).
Thierry Bocquet évolue en Division 2 avec l'AJ Auxerre. Évoluant au poste d'attaquant, il poursuit en D2 à Rouen et Dunkerque au début des années 1980.

### Entraîneur-joueur (1987-2004)
Pour la saison 1999-2000, Thierry Bocquet prend la tête de l'équipe du FC Versailles. Le club vient alors de descendre de CFA 2 et ne peut conserver que quatre joueurs de l'effectif de la saison précédente. Alors que même le maintien est jugé ambitieux, l'équipe parvient à rester en DH francilienne. Durant cet exercice 2000-2001, l'équipe joue même la remontée en CFA 2. À partir de la saison 2002-2003, acculé par des problèmes financiers, le club ne peut fournir les moyens d'avoir d'autres ambitions que le maintien à son entraîneur. À l'été 2003, les dirigeants prennent des mesures drastiques provoquant le départ de 21 joueurs. La relégation en DSR est inévitable. Aspirant à entraîner à nouveau au niveau national, Thierry Bocquet démissionne après six saisons au FCV.

### Expériences franciliennes et réserve de Troyes (2004-2017)
En 2005-2006, Thierry Bocquet entraîne l'Arat d'Issy. Deuxième de DH Paris-Île de France, le club n'a jamais été aussi bien classé à cette époque de l'année depuis dix ans qu'il évolue en DH. L'équipe remporte le championnat régional.
Entre 2006 et 2011, Bocquet est entraîneur de l'équipe réserve professionnelle de l'ES Troyes AC, en CFA 2 durant cinq saisons.
Début juin 2012, Thierry Bocquet est nommé entraîneur de l'AS Poissy. Au terme de l'exercice 2014-2015, Bocquet parvient à promouvoir l'AS Poissy en CFA. Malgré tout, après trois saisons à diriger l’équipe francilienne, il n’est pas prolongé, remplacé par l’ex-international algérien Nordine Kourichi.
À l'orée de la saison 2015-2016, Thierry Bocquet rejoint l'AS Beauvais Oise (relégué en CFA2) en provenance de l'AS Poissy, qu'il vient de conduire en CFA,. Bocquet succède à Albert Falette et signe un contrat d’un an, reconductible une année en cas d’accession en CFA. Au terme de la saison 2016-2017, son Beauvais décroche son billet pour le National 2. Il est remplace par Rachid Jourhy et Jérôme Lempereur en décembre 2017 et, pour la première fois depuis ses débuts de joueurs en 1976, décide de faire une pause.

### Chartres
En mai 2020, il avait fait savoir qu'il souhaite reprendre du service.
En janvier 2022, Thierry Bocquet devient adjoint de Jean-Pierre Papin sur le banc du C' Chartres Football en Nationale 2. Il retrouve quatre anciens joueurs ainsi que Gérard Soler et Kader Chehida, président et directeur sportif du CCF, croisé à l'AS Poissy.

## Statistiques

### Joueur professionnel
| Saison                | Club                  | Championnat           | Championnat | Championnat | Coupe(s) nationale(s) | Coupe(s) nationale(s) | Total | Total |
| Saison                | Club                  | Division              | M.          | B.          | M.                    | B.                    | M.    | B.    |
| 1976-1977             | AJ Auxerre            | D2                    | 5           | -           | 2                     | -                     | 7     | 0     |
| 1977-1978             | AJ Auxerre            | D2                    | 3           | -           | -                     | -                     | 3     | 0     |
| 1978-1979             | FC Rouen              | D2                    | 16          | 2           | 1                     | -                     | 17    | 2     |
| 1979-1980             | FC Rouen              | D2                    | 21          | 3           | -                     | -                     | 21    | 3     |
| 1980-1981             | FC Rouen              | D2                    | 15          | -           | -                     | -                     | 15    | 0     |
| 1981-1982             | n.c.                  | ?                     | -           | -           | -                     | -                     | 0     | 0     |
| 1982-1983             | USL Dunkerque         | D2                    | 1           | -           | -                     | -                     | 1     | 0     |
| Total sur la carrière | Total sur la carrière | Total sur la carrière | 61          | 5           | 3                     | 0                     | 64    | 5     |

### Entraîneur
| Statistiques d'entraîneur de Thierry Bocquet | Statistiques d'entraîneur de Thierry Bocquet | Statistiques d'entraîneur de Thierry Bocquet | Statistiques d'entraîneur de Thierry Bocquet | Statistiques d'entraîneur de Thierry Bocquet | Statistiques d'entraîneur de Thierry Bocquet | Statistiques d'entraîneur de Thierry Bocquet | Statistiques d'entraîneur de Thierry Bocquet | Statistiques d'entraîneur de Thierry Bocquet |
| Saison                                       | Club                                         | Championnat                                  | Championnat                                  | Championnat                                  | Championnat                                  | Championnat                                  | Coupe de France                              | Coupe de France                              |
| Saison                                       | Club                                         | Division                                     | Niv.                                         | Place                                        | MJ                                           | %v                                           | MJ                                           | tour finale                                  |
| -------------------------------------------- | -------------------------------------------- | -------------------------------------------- | -------------------------------------------- | -------------------------------------------- | -------------------------------------------- | -------------------------------------------- | -------------------------------------------- | -------------------------------------------- |
| 1987-1988                                    | FC Chalon/Saône                              | Division 3                                   | D3                                           | 14e/16                                       | 30                                           | 20%                                          |                                              | ?                                            |
| 1988-1989                                    | FC Chalon/Saône                              | Division 4                                   | D4                                           | 7e/14                                        | 26                                           | 38%                                          |                                              | ?                                            |
| 1989-1990                                    | JVA Nevers                                   | Division 3                                   | D3                                           | 4e/16                                        |                                              |                                              |                                              |                                              |
| 1990-1991                                    | JVA Nevers                                   | Division 3                                   | D3                                           | 4e/16                                        |                                              |                                              |                                              |                                              |
| 1992-1993                                    | AS Poissy                                    | Division 3                                   | D3                                           | 12e/16                                       | 30                                           | 23%                                          |                                              |                                              |
| 1993-1994                                    | AS Poissy                                    | National 2                                   | D4                                           | 18e/18                                       | 34                                           | 12%                                          |                                              |                                              |
| 1994-1995                                    | AS Poissy                                    | National 3                                   | D5                                           | 2e/14                                        | 26                                           | 50%                                          |                                              |                                              |
| 1995-1996                                    | AS Poissy                                    | National 2                                   | D4                                           | 7e/18                                        | 34                                           | 35%                                          |                                              |                                              |
| 1997-1998                                    | CS Meaux                                     | Division d'honneur                           | D6                                           | 9e/12                                        | 22                                           | 27%                                          |                                              | 8e tour                                      |
| 1998-1999                                    | CS Meaux                                     | Division d'honneur                           | D6                                           | 6e/12                                        | 22                                           | 41%                                          |                                              | ?                                            |
| 1999-2000                                    | FC Versailles                                | Division d'honneur                           | D6                                           | 5e/13                                        | 25                                           | 28%                                          |                                              | ?                                            |
| 2000-2001                                    | FC Versailles                                | Division d'honneur                           | D6                                           | 3e/12                                        | 24                                           | 54%                                          |                                              | 8e tour                                      |
| 2001-2002                                    | FC Versailles                                | Division d'honneur                           | D6                                           | 10e/12                                       | 26                                           | 23%                                          |                                              | ?                                            |
| 2002-2003                                    | FC Versailles                                | Division d'honneur                           | D6                                           | 5e/12                                        | 26                                           | 46%                                          |                                              | 7e tour                                      |
| 2003-2004                                    | FC Versailles                                | Division d'honneur                           | D6                                           | 12e/14                                       | 26                                           | 23%                                          |                                              | 8e tour                                      |
| 2004-2005                                    | FC Versailles                                | Division d'honneur                           | D6                                           | 14e/14                                       | 26                                           |                                              |                                              |                                              |
| 2005-2006                                    | Ararat Issy                                  | Division d'honneur                           | D6                                           | 1er/14                                       | 26                                           | 73%                                          |                                              |                                              |
| 2006-2007                                    | ES Troyes AC rés.                            | CFA 2                                        | D5                                           | 2e/16                                        | 30                                           | 63%                                          |                                              |                                              |
| 2007-2008                                    | ES Troyes AC rés.                            | CFA 2                                        | D5                                           | 1er/16                                       | 30                                           | 57%                                          |                                              |                                              |
| 2008-2009                                    | ES Troyes AC rés.                            | CFA 2                                        | D5                                           | 5e/16                                        | 30                                           | 43%                                          |                                              |                                              |
| 2009-2010                                    | ES Troyes AC rés.                            | CFA 2                                        | D5                                           | 3e/16                                        | 30                                           | 50%                                          |                                              |                                              |
| 2010-2011                                    | ES Troyes AC rés.                            | CFA 2                                        | D5                                           | 7e/16                                        | 30                                           | 37%                                          |                                              |                                              |
| 2012-2013                                    | AS Poissy                                    | CFA                                          | D4                                           | 15e/18                                       | 34                                           | 26%                                          |                                              |                                              |
| 2013-2014                                    | AS Poissy                                    | CFA 2                                        | D5                                           | 3e/14                                        | 26                                           | 46%                                          |                                              |                                              |
| 2014-2015                                    | AS Poissy                                    | CFA 2                                        | D5                                           | 2e/14                                        | 26                                           | 50%                                          |                                              |                                              |
| 2015-2016                                    | AS Beauvais                                  | CFA 2                                        | D5                                           | 3e/14                                        | 26                                           | 54%                                          |                                              | 8e tour                                      |
| 2016-2017                                    | AS Beauvais                                  | CFA 2                                        | D5                                           | ...                                          | 13                                           | 23%                                          |                                              | 7e tour                                      |

## Palmarès
- Cinquième division française (1)
  - Champion de groupe : 2008 (ESTAC)
  - Second : 1995 (Poissy), 2007 (ESTAC) et 2015 (Poissy)

- Division d'honneur Paris-Île-de-France (1)
  - Champion : 2006 (Arat)